# Phare de Castelo de Santiago
Le phare de castelo de Santiago est un phare situé dans le Fort de Santiago da Barra (pt) de la freguesia de Monserrate, dans la ville de Viana do Castelo, dans le district de Viana do Castelo (Région Nord du Portugal).
Il est géré par l'autorité maritime nationale du Portugal à Oeiras (Grand Lisbonne).

## Histoire
le phare de Castilo de Santiago est le phare avant d'entrée du port de Viana do Castelo. Il a été construit dans le Forte de Santiago da Barra datant du 13esiècle. C'est une tour cylindrique en fonte de 6 m de haut, avec galerie et lanterne. La tour est peinte en rouge, la lanterne et les montants sont peints en blanc.
Il est érigé à environ 550 m au sud du phare de Senhora da Agonia, phare arrière d'entrée du port et au nord de la rivière Lima. C'est un feu isophase émettant un éclat rouge toutes les 4 secondes, visible jusqu'à 9 km.
Identifiant : ARLHS : POR017 ; PT-025 - Amirauté : D2012 - NGA : 3100.
|                     |
| Castelo de Santiago |

|          |
| Le phare |

### Lien connexe
- Liste des phares du Portugal